# Prix WISE pour l'éducation

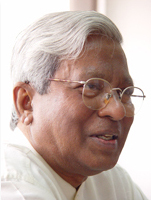
Fazle Hasan Abed, premier lauréat du prix WISE

Le prix WISE pour l'éducation (WISE Prize for Education), annoncé lors de la deuxième édition du WISE (World Innovation Summit for Education) en décembre 2010 pour être décerné une première fois en novembre 2011 à Doha, au Qatar, est un prix annuel destiné à récompenser une personnalité ou une équipe qui a contribué de manière majeure, sur le plan international, au progrès de l'éducation. D'un montant de 500 000 dollars, accompagné d'une médaille d'or, il se veut une sorte de prix Nobel de l'éducation.

## Le processus de sélection
Les institutions académiques, les organisations internationales et non-gouvernementales, les organismes gouvernementaux, les médias, les grandes entreprises impliquées dans le secteur de l'éducation, certaines personnalités de premier plan du monde de l'éducation, sont invités à faire des propositions de nominations. Un comité de 11 personnes, présidé par Allan Goodman, président de l'Institute of International Education (États-Unis), est chargé de faire une première sélection de 15 noms au maximum qui sera présentée au jury ; cette sélection restera confidentielle.

### Le jury
Le jury qui choisira le lauréat comporte cinq personnalités :
- James Hadley Billington, bibliothécaire du Congrès ;
- Jeffrey Sachs, professeur à l'université Columbia (New York) ;
- Fatma Rafiq Zakaria, présidente du Maulana Azad Educational Trust (Inde) ;
- Naledi Pandor, ministre de la science et de la technologie d'Afrique du Sud ;
- Sheikh Abdulla bin Ali Al-Thani, président du WISE.

## Lauréats
| Date | Lauréat(s)         | Nationalité    | Travaux récompensés                                                                            |
| ---- | ------------------ | -------------- | ---------------------------------------------------------------------------------------------- |
| 2019 | Peter Tabichi      | Kenya          | Professeur de mathématiques et de physique à l‘école secondaire mixte de Keriko au Kénya.      |
| 2018 |                    |                |                                                                                                |
| 2017 |                    |                |                                                                                                |
| 2016 |                    |                |                                                                                                |
| 2015 | Dr. Sakena Yacoobi | Afghanistan    | Fondatrice et présidente de Afghan Institute of Learning (AIL)                                 |
| 2014 | Ann Cotton         | United Kingdom | Fondatrice et présidente de Camfed (Campaign for Female Education)                             |
| 2013 | Vicky Colbert      | Colombie       | Cofondatrice de Fundación Escuela Nueva.                                                       |
| 2012 | Madhav Chavan      | Inde           | Cofondateur de Pratham.                                                                        |
| 2011 | Fazle Hasan Abed   | Bangladesh     | Fondateur du BRAC, organisme qui a permis la scolarisation de plus de cinq millions d'enfants. |